# Metanomus
Metanomus là một chi bọ cánh cứng trong họ 
Elateridae.
Chi này được miêu tả khoa học năm 1887 bởi Buysson.

## Các loài
Các loài trong chi này gồm:
- Metanomus badrinathensis (Vats & Chauhan, 1992)
- Metanomus grouvellei (Buysson, 1900)
- Metanomus indiana (Garg & Saini, 1996)
- Metanomus infuscatus (Eschscholtz, 1829)
- Metanomus infuscatus (Eschscholtz, 1829)